# داولی
longitudeداولیlatitudeداولی

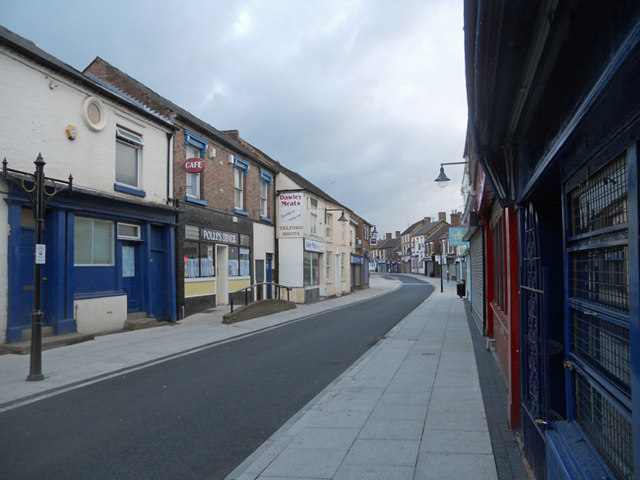
نمایی از یک خیابان شهرک داولی - ۲۰۱۱

داولی (به انگلیسی: Dawley) یک شهرک در بریتانیا است که در انگلستان واقع شده‌است.

## خصوصیات
داولی ۱۱٬۳۹۹ نفر جمعیت دارد.